# Koskisaari (ö i Mellersta Finland, Jämsä)
Koskisaari är en ö i Finland.   Den ligger i kommunen Jämsä i den ekonomiska regionen  Jämsä  och landskapet Mellersta Finland, i den södra delen av landet, 210 km norr om huvudstaden Helsingfors. Koskisaari ligger i sjön Iso Rautavesi.